# Astragalus austroferganicus
Astragalus austroferganicus là một loài thực vật có hoa trong họ Đậu. Loài này được Kamelin & R.Vinogr. miêu tả khoa học đầu tiên.